# 6e étape du Tour de France Femmes 2022
Pour un article plus général, voir Tour de France Femmes 2022.
La 6e étape du Tour de France Femmes 2022 se déroule le vendredi 29 juillet 2022 entre Saint-Dié-des-Vosges et Rosheim, sur une distance de 129,2 kilomètres.

## Parcours
Cette étape de 129,2 km à travers les Vosges puis le vignoble alsacien, indiquée comme étant « sans difficulté particulière » dans le règlement est particulièrement vallonnée. Les participantes doivent en effet franchir trois côtes de 4e catégorie et une de 3e catégorie : le col d'Urbeis, les côtes de Klingenthal, de Grendelbruch et enfin celle de Bœrsch située à 9 km de l'arrivée. Bien qu'elle n'apporte pas de point pour le classement de la meilleure grimpeuse, la route de Mollkirch est une difficulté supplémentaire pour les coureuses (1 km à 6,4 %). Les trois premières concurrentes en tête au sommet bénéficient toutefois de bonifications de temps.

## Déroulement de la course
Après de nombreuses attaques dans le premier col du jour, un groupe de 14 coureuses parvient à s'extraire du peloton à 80 km de l'arrivée. Il est composé d'Audrey Cordon-Ragot, Sheyla Gutiérrez, Christine Majerus, Marie Le Net, Anna Henderson, Franziska Koch, Tiffany Cromwell, Ruby Roseman-Gannon, Sandra Alonso, Silke Smulders, Kathrin Hammes, Jesse Vandenbulcke, Joscelin Lowden et Tamara Dronova. La mésentente entre elles signe la fin de l'échappée dans la côte de Bœrsch. Lowden, Henderson et Le Net tentent de résister au peloton et cette dernière sera finalement reprise dans les cinq derniers kilomètres, lui valant le prix de la combative du jour. L'étape est remportée au sprint par Marianne Vos, la leader du classement général et du classement à points, qui signe sa deuxième victoire d'étape sur l'épreuve.

## Résultats

### Classement de l'étape
| Classement de la 6e étape | Classement de la 6e étape | Classement de la 6e étape | Classement de la 6e étape | Classement de la 6e étape |
|                           | Coureur                   | Pays                      | Équipe                    | Temps                     |
| ------------------------- | ------------------------- | ------------------------- | ------------------------- | ------------------------- |
| 1er                       | Marianne Vos              | Pays-Bas                  | Jumbo-Visma               | en 3 h 9 min 26 s         |
| 2e                        | Marta Bastianelli         | Italie                    | UAE Team ADQ              | + 0 s                     |
| 3e                        | Lotte Kopecky             | Belgique                  | SD Worx                   | + 0 s                     |
| 4e                        | Elisa Balsamo             | Italie                    | Trek-Segafredo            | + 0 s                     |
| 5e                        | Maria Giulia Confalonieri | Italie                    | Ceratizit-WNT             | + 0 s                     |
| 6e                        | Vittoria Guazzini         | Italie                    | FDJ-Suez-Futuroscope      | + 0 s                     |
| 7e                        | Katarzyna Niewiadoma      | Pologne                   | Canyon-SRAM Racing        | + 0 s                     |
| 8e                        | Rachele Barbieri          | Italie                    | Liv Racing Xstra          | + 0 s                     |
| 9e                        | Elisa Longo Borghini      | Italie                    | Trek-Segafredo            | + 0 s                     |
| 10e                       | Arlenis Sierra            | Cuba                      | Movistar Women            | + 0 s                     |
| modifier                  |                           |                           |                           |                           |

### Bonifications en temps
|   | Coureuse            | Pays      | Équipe                 | Secondes |
| - | ------------------- | --------- | ---------------------- | -------- |
| 1 | Kathrin Hammes      | Allemagne | EF Education-Tibco-SVB | 3 s      |
| 2 | Audrey Cordon-Ragot | France    | Trek-Segafredo         | 2 s      |
| 3 | Marie Le Net        | France    | FDJ-Suez-Futuroscope   | 1 s      |

|   | Coureuse          | Pays     | Équipe       | Secondes |
| - | ----------------- | -------- | ------------ | -------- |
| 1 | Marianne Vos      | Pays-Bas | Jumbo-Visma  | 10 s     |
| 2 | Marta Bastianelli | Italie   | UAE Team ADQ | 6 s      |
| 3 | Lotte Kopecky     | Belgique | SD Worx      | 4 s      |

### Points attribués
| Sprint intermédiaire Urmatt (km 84,9) | Sprint intermédiaire Urmatt (km 84,9) | Sprint intermédiaire Urmatt (km 84,9) | Sprint intermédiaire Urmatt (km 84,9) | Sprint intermédiaire Urmatt (km 84,9) |
| ------------------------------------- | ------------------------------------- | ------------------------------------- | ------------------------------------- | ------------------------------------- |
|                                       | Coureur                               | Pays                                  | Équipe                                | Point(s)                              |
| 1er                                   | Tamara Dronova                        | Bannière neutre                       | Roland Cogeas-Edelweiss Squad         | 25                                    |
| 2e                                    | Christine Majerus                     | Luxembourg                            | SD Worx                               | 20                                    |
| 3e                                    | Jesse Vandenbulcke                    | Belgique                              | Le Col-Wahoo                          | 17                                    |
| 4e                                    | Joscelin Lowden                       | Grande-Bretagne                       | Uno-X Pro                             | 15                                    |
| 5e                                    | Silke Smulders                        | Pays-Bas                              | Liv Racing Xstra                      | 13                                    |
| 6e                                    | Sandra Alonso                         | Espagne                               | Ceratizit-WNT                         | 11                                    |
| 7e                                    | Sheyla Gutiérrez                      | Espagne                               | Movistar Women                        | 10                                    |
| 8e                                    | Ruby Roseman-Gannon                   | Australie                             | Team BikeExchange-Jayco               | 9                                     |
| 9e                                    | Kathrin Hammes                        | Allemagne                             | EF Education-Tibco-SVB                | 8                                     |
| 10e                                   | Audrey Cordon-Ragot                   | France                                | Trek-Segafredo                        | 7                                     |
| 11e                                   | Anna Henderson                        | Grande-Bretagne                       | Jumbo-Visma                           | 6                                     |
| 12e                                   | Marie Le Net                          | France                                | FDJ-Suez-Futuroscope                  | 5                                     |
| 13e                                   | Franziska Koch                        | Allemagne                             | Team DSM                              | 4                                     |
| 14e                                   | Tiffany Cromwell                      | Australie                             | Canyon-SRAM Racing                    | 3                                     |
| 15e                                   | Ilaria Sanguineti                     | Italie                                | Valcar-Travel Service                 | 2                                     |
| modifier                              |                                       |                                       |                                       |                                       |

| Arrivée d'étape Rosheim - 2e passage sur la ligne (km 129,2) | Arrivée d'étape Rosheim - 2e passage sur la ligne (km 129,2) | Arrivée d'étape Rosheim - 2e passage sur la ligne (km 129,2) | Arrivée d'étape Rosheim - 2e passage sur la ligne (km 129,2) | Arrivée d'étape Rosheim - 2e passage sur la ligne (km 129,2) |
| ------------------------------------------------------------ | ------------------------------------------------------------ | ------------------------------------------------------------ | ------------------------------------------------------------ | ------------------------------------------------------------ |
|                                                              | Coureur                                                      | Pays                                                         | Équipe                                                       | Point(s)                                                     |
| 1er                                                          | Marianne Vos                                                 | Pays-Bas                                                     | Jumbo-Visma                                                  | 50                                                           |
| 2e                                                           | Marta Bastianelli                                            | Italie                                                       | UAE Team ADQ                                                 | 30                                                           |
| 3e                                                           | Lotte Kopecky                                                | Belgique                                                     | SD Worx                                                      | 20                                                           |
| 4e                                                           | Elisa Balsamo                                                | Italie                                                       | Trek-Segafredo                                               | 18                                                           |
| 5e                                                           | Maria Giulia Confalonieri                                    | Italie                                                       | Ceratizit-WNT                                                | 16                                                           |
| 6e                                                           | Vittoria Guazzini                                            | Italie                                                       | FDJ-Suez-Futuroscope                                         | 14                                                           |
| 7e                                                           | Katarzyna Niewiadoma                                         | Pologne                                                      | Canyon-SRAM Racing                                           | 12                                                           |
| 8e                                                           | Rachele Barbieri                                             | Italie                                                       | Liv Racing Xstra                                             | 10                                                           |
| 9e                                                           | Elisa Longo Borghini                                         | Italie                                                       | Trek-Segafredo                                               | 8                                                            |
| 10e                                                          | Arlenis Sierra                                               | Cuba                                                         | Movistar Women                                               | 7                                                            |
| 11e                                                          | Cecilie Uttrup Ludwig                                        | Danemark                                                     | FDJ-Suez-Futuroscope                                         | 6                                                            |
| 12e                                                          | Alexandra Manly                                              | Australie                                                    | Team BikeExchange-Jayco                                      | 5                                                            |
| 13e                                                          | Demi Vollering                                               | Pays-Bas                                                     | SD Worx                                                      | 4                                                            |
| 14e                                                          | Soraya Paladin                                               | Italie                                                       | Canyon-SRAM Racing                                           | 3                                                            |
| 15e                                                          | Simone Boilard                                               | Canada                                                       | St Michel-Auber 93                                           | 2                                                            |
| modifier                                                     |                                                              |                                                              |                                                              |                                                              |

### Cols et côtes
| Col d'Urbeis (km 19,2) 4e catégorie (4,1 km à 3,0 %) | Col d'Urbeis (km 19,2) 4e catégorie (4,1 km à 3,0 %) | Col d'Urbeis (km 19,2) 4e catégorie (4,1 km à 3,0 %) | Col d'Urbeis (km 19,2) 4e catégorie (4,1 km à 3,0 %) | Col d'Urbeis (km 19,2) 4e catégorie (4,1 km à 3,0 %) |
| ---------------------------------------------------- | ---------------------------------------------------- | ---------------------------------------------------- | ---------------------------------------------------- | ---------------------------------------------------- |
|                                                      | Coureur                                              | Pays                                                 | Équipe                                               | Point(s)                                             |
| 1er                                                  | Maaike Boogaard                                      | Pays-Bas                                             | UAE Team ADQ                                         | 2                                                    |
| 2e                                                   | Femke Gerritse                                       | Pays-Bas                                             | Parkhotel Valkenburg                                 | 1                                                    |
| modifier                                             |                                                      |                                                      |                                                      |                                                      |

| Côte de Klingenthal (km 59,7) 4e catégorie (1,1 km à 6,1 %) | Côte de Klingenthal (km 59,7) 4e catégorie (1,1 km à 6,1 %) | Côte de Klingenthal (km 59,7) 4e catégorie (1,1 km à 6,1 %) | Côte de Klingenthal (km 59,7) 4e catégorie (1,1 km à 6,1 %) | Côte de Klingenthal (km 59,7) 4e catégorie (1,1 km à 6,1 %) |
| ----------------------------------------------------------- | ----------------------------------------------------------- | ----------------------------------------------------------- | ----------------------------------------------------------- | ----------------------------------------------------------- |
|                                                             | Coureur                                                     | Pays                                                        | Équipe                                                      | Point(s)                                                    |
| 1er                                                         | Joscelin Lowden                                             | Grande-Bretagne                                             | Uno-X Pro                                                   | 2                                                           |
| 2e                                                          | Marie Le Net                                                | France                                                      | FDJ-Suez-Futuroscope                                        | 1                                                           |
| modifier                                                    |                                                             |                                                             |                                                             |                                                             |

| Côte de Grendelbruch (km 67,7) 3e catégorie (1,2 km à 8,0 %) | Côte de Grendelbruch (km 67,7) 3e catégorie (1,2 km à 8,0 %) | Côte de Grendelbruch (km 67,7) 3e catégorie (1,2 km à 8,0 %) | Côte de Grendelbruch (km 67,7) 3e catégorie (1,2 km à 8,0 %) | Côte de Grendelbruch (km 67,7) 3e catégorie (1,2 km à 8,0 %) |
| ------------------------------------------------------------ | ------------------------------------------------------------ | ------------------------------------------------------------ | ------------------------------------------------------------ | ------------------------------------------------------------ |
|                                                              | Coureur                                                      | Pays                                                         | Équipe                                                       | Point(s)                                                     |
| 1er                                                          | Joscelin Lowden                                              | Grande-Bretagne                                              | Uno-X Pro                                                    | 3                                                            |
| 2e                                                           | Marie Le Net                                                 | France                                                       | FDJ-Suez-Futuroscope                                         | 2                                                            |
| 3e                                                           | Kathrin Hammes                                               | Allemagne                                                    | EF Education-Tibco-SVB                                       | 1                                                            |
| modifier                                                     |                                                              |                                                              |                                                              |                                                              |

| Côte de Bœrsch (km 120,1) 4e catégorie (2,2 km à 4 %) | Côte de Bœrsch (km 120,1) 4e catégorie (2,2 km à 4 %) | Côte de Bœrsch (km 120,1) 4e catégorie (2,2 km à 4 %) | Côte de Bœrsch (km 120,1) 4e catégorie (2,2 km à 4 %) | Côte de Bœrsch (km 120,1) 4e catégorie (2,2 km à 4 %) |
| ----------------------------------------------------- | ----------------------------------------------------- | ----------------------------------------------------- | ----------------------------------------------------- | ----------------------------------------------------- |
|                                                       | Coureur                                               | Pays                                                  | Équipe                                                | Point(s)                                              |
| 1er                                                   | Marie Le Net                                          | France                                                | FDJ-Suez-Futuroscope                                  | 2                                                     |
| 2e                                                    | Anna Henderson                                        | Grande-Bretagne                                       | Jumbo-Visma                                           | 1                                                     |
| modifier                                              |                                                       |                                                       |                                                       |                                                       |

### Prix de la combativité
- Marie Le Net (FDJ-Suez-Futuroscope)

## Classements à l'issue de l'étape

### Classement général
| Classement général | Classement général    | Classement général | Classement général      | Classement général  |
|                    | Coureur               | Pays               | Équipe                  | Temps               |
| ------------------ | --------------------- | ------------------ | ----------------------- | ------------------- |
| 1er                | Marianne Vos          | Pays-Bas           | Jumbo-Visma             | en 19 h 30 min 14 s |
| 2e                 | Katarzyna Niewiadoma  | Pologne            | Canyon-SRAM Racing      | + 30 s              |
| 3e                 | Silvia Persico        | Italie             | Valcar Travel & Service | + 30 s              |
| 4e                 | Elisa Longo Borghini  | Italie             | Trek-Segafredo          | + 35 s              |
| 5e                 | Ashleigh Moolman      | Afrique du Sud     | SD Worx                 | + 1 min 5 s         |
| 6e                 | Demi Vollering        | Pays-Bas           | SD Worx                 | + 1 min 11 s        |
| 7e                 | Juliette Labous       | France             | Team DSM                | + 1 min 19 s        |
| 8e                 | Annemiek van Vleuten  | Pays-Bas           | Movistar Women          | + 1 min 28 s        |
| 9e                 | Cecilie Uttrup Ludwig | Danemark           | FDJ-Suez-Futuroscope    | + 2 min 2 s         |
| 10e                | Elise Chabbey         | Suisse             | Canyon-SRAM Racing      | + 2 min 34 s        |
| modifier           |                       |                    |                         |                     |

| Classement par points | Classement par points     | Classement par points | Classement par points   | Classement par points |
| --------------------- | ------------------------- | --------------------- | ----------------------- | --------------------- |
|                       | Coureur                   | Pays                  | Équipe                  | Point(s)              |
| 1er                   | Marianne Vos              | Pays-Bas              | Jumbo-Visma             | 267 points            |
| 2e                    | Lorena Wiebes             | Pays-Bas              | Team DSM                | 191 pts               |
| 3e                    | Lotte Kopecky             | Belgique              | SD Worx                 | 164 pts               |
| 4e                    | Maria Giulia Confalonieri | Italie                | Ceratizit-WNT           | 102 pts               |
| 5e                    | Elisa Balsamo             | Italie                | Trek-Segafredo          | 85 pts                |
| 6e                    | Maike van der Duin        | Pays-Bas              | Le Col-Wahoo            | 71 pts                |
| 7e                    | Silvia Persico            | Italie                | Valcar Travel & Service | 71 pts                |
| 8e                    | Elisa Longo Borghini      | Italie                | Trek-Segafredo          | 68 pts                |
| 9e                    | Katarzyna Niewiadoma      | Pologne               | Canyon-SRAM Racing      | 60 pts                |
| 10e                   | Alexandra Manly           | Australie             | Team BikeExchange-Jayco | 60 pts                |
| modifier              |                           |                       |                         |                       |

| Classement de la meilleure grimpeuse | Classement de la meilleure grimpeuse | Classement de la meilleure grimpeuse | Classement de la meilleure grimpeuse | Classement de la meilleure grimpeuse |
| ------------------------------------ | ------------------------------------ | ------------------------------------ | ------------------------------------ | ------------------------------------ |
|                                      | Coureur                              | Pays                                 | Équipe                               | Point(s)                             |
| 1er                                  | Femke Gerritse                       | Pays-Bas                             | Parkhotel Valkenburg                 | 9 points                             |
| 2e                                   | Joscelin Lowden                      | Grande-Bretagne                      | Uno-X Pro                            | 5 pts                                |
| 3e                                   | Coralie Demay                        | France                               | St Michel-Auber 93                   | 5 pts                                |
| 4e                                   | Laura Asencio                        | France                               | Ceratizit-WNT                        | 5 pts                                |
| 5e                                   | Marie Le Net                         | France                               | FDJ-Suez-Futuroscope                 | 5 pts                                |
| 6e                                   | Marlen Reusser                       | Suisse                               | SD Worx                              | 4 pts                                |
| 7e                                   | Victoire Berteau                     | France                               | Cofidis                              | 4 pts                                |
| 8e                                   | Elise Chabbey                        | Suisse                               | Canyon-SRAM Racing                   | 4 pts                                |
| 9e                                   | Demi Vollering                       | Pays-Bas                             | SD Worx                              | 3 pts                                |
| 10e                                  | Mischa Bredewold                     | Pays-Bas                             | Parkhotel Valkenburg                 | 2 pts                                |
| modifier                             |                                      |                                      |                                      |                                      |

| Classement général de la meilleure jeune | Classement général de la meilleure jeune | Classement général de la meilleure jeune | Classement général de la meilleure jeune | Classement général de la meilleure jeune |
|                                          | Coureur                                  | Pays                                     | Équipe                                   | Temps                                    |
| ---------------------------------------- | ---------------------------------------- | ---------------------------------------- | ---------------------------------------- | ---------------------------------------- |
| 1er                                      | Julia Borgström                          | Suède                                    | AG Insurance NXTG                        | en 19 h 35 min 12 s                      |
| 2e                                       | Julie De Wilde                           | Belgique                                 | Plantur-Pura                             | + 14 s                                   |
| 3e                                       | Mischa Bredewold                         | Pays-Bas                                 | Parkhotel Valkenburg                     | + 1 min 35 s                             |
| 4e                                       | Shirin van Anrooij                       | Pays-Bas                                 | Trek-Segafredo                           | + 1 min 38 s                             |
| 5e                                       | Pfeiffer Georgi                          | Grande-Bretagne                          | Team DSM                                 | + 2 min 30 s                             |
| 6e                                       | Marie Le Net                             | France                                   | FDJ-Suez-Futuroscope                     | + 9 min 49 s                             |
| 7e                                       | Simone Boilard                           | Canada                                   | St Michel-Auber 93                       | + 13 min 53 s                            |
| 8e                                       | Henrietta Christie                       | Nouvelle-Zélande                         | Human Powered Health                     | + 16 min 28 s                            |
| 9e                                       | Magdeleine Vallieres                     | Canada                                   | EF Education-Tibco-SVB                   | + 17 min 18 s                            |
| 10e                                      | Amandine Fouquenet                       | France                                   | Arkéa                                    | + 17 min 19 s                            |
| modifier                                 |                                          |                                          |                                          |                                          |

| Classement par équipes | Classement par équipes  | Classement par équipes | Classement par équipes |
|                        | Équipe                  | Pays                   | Temps                  |
| ---------------------- | ----------------------- | ---------------------- | ---------------------- |
| 1re                    | SD Worx                 | Pays-Bas               | en 58 h 36 min 13 s    |
| 2e                     | Canyon-SRAM Racing      | Allemagne              | + 56 s                 |
| 3e                     | Trek-Segafredo          | États-Unis             | + 3 min 44 s           |
| 4e                     | Jumbo-Visma             | Pays-Bas               | + 4 min 19 s           |
| 5e                     | FDJ-Suez-Futuroscope    | France                 | + 6 min 11 s           |
| 6e                     | Team DSM                | Pays-Bas               | + 6 min 20 s           |
| 7e                     | Team BikeExchange-Jayco | Australie              | + 10 min 26 s          |
| 8e                     | Movistar Women          | Espagne                | + 12 min 40 s          |
| 9e                     | Ceratizit-WNT           | Allemagne              | + 20 min 57 s          |
| 10e                    | Plantur-Pura            | Belgique               | + 24 min 12 s          |
| modifier               |                         |                        |                        |

## Abandons
Quatre coureuses quittent le Tour lors de cette étape : 
- Marjolein van 't Geloof (Le Col-Wahoo) : non partante
- Marta Lach (Ceratizit-WNT) : non partante
- Eleonora Gasparrini (Valcar Travel & Service) : non partante
- Martina Alzini (Cofidis) : abandon